# Église Saint-André de Fort-Langley
L’église Saint-André (anglais : Saint Andrew's Church) est un édifice religieux de l'Église unie du Canada située à Fort-Langley, en Colombie-Britannique, au Canada. Construite en 1885, elle a été inscrite au Patrimoine communautaire par la ville en 2006.